# Bill Erwin
William Lindsey "Bill" Erwin (Honey Grove (Texas), 2 december 1914 - Los Angeles, 29 december 2010) was een Amerikaanse acteur. Hij was het meest bekend om zijn rol als de verbitterde en opvliegende Sid Fields in de aflevering The Old Man van televisieserie Seinfeld. 
Bill Erwin studeerde af op de universiteit van Texas in Austin in 1935 in journalistiek. Daarna behaalde hij in 1941 zijn graad in theaterkunst op de Pasadena Playhouse in California. Tijdens de Tweede Wereldoorlog was hij kapitein in de Army Air Force. Na de oorlog pakte hij zijn carrière verder op en heeft hij in meer dan 200 producties (films en televisieseries) gespeeld. Daarnaast stond Bill Erwin regelmatig op het toneel.
Bill Erwin was getrouwd met journaliste Fran MacLachlan Erwin. Samen hadden ze 2 dochters en 2 zonen (de acteur Timothy 'Toes' Erwin en producer Mike Erwin). Acteur Jesse Erwin is zijn kleinzoon en actrice Joan Conrad zijn schoondochter. Bill Erwin is aan ouderdom overleden.

## Filmografie
- You're in the Army Now, (1941)
- The Velvet Touch, (1948)
- De slag om Bastogne, (1949)
- Easy Living, (1949)
- Double Dynamite, (1951)
- Holiday for Sinners, (1952)
- Crown of Audubon (as William Erwin), (1953)
- Man from Del Rio, (1956)
- Jet Pilot, (1957)
- House of Numbers, (1957)
- The Night Runner, (1957)
- The Shadow on the Window, (1957)
- Fight for the Title, (1957)
- The Buccaneer, (1958)
- The Cry Baby Killer, (1958)
- Gun Fever, (1958)
- Teenage Challenge, (1958)
- Terror at Black Falls, (1962)
- Under the Yum Yum Tree, (1963)
- The Brass Bottle, (1964)
- Counterpoint, (1967)
- How Awful About Allan, (1970)
- The Christine Jorgensen Story, (1970)
- Hunter, (1973)
- Candy Stripe Nurses, (1974)
- Huckleberry Finn, (1975)
- Tarantulas: The Deadly Cargo, (1977)
- Sixth and Main, (1977)
- Somewhere in Time, (1980)
- Dream On!, (1981)
- The Brady Girls Get Married, (1981)
- Drop-Out Father, (1982)
- Moonlight, (1982)
- Ghost Dancing, (1983)
- Lone Star, (1983)
- The Taming of the Shrew, (1983)
- The Bear, (1984)
- Invitation to Hell, (1984)
- Hard Knox, (1984)
- Generation, (1985)
- Stewardess School, (1986)
- Planes, Trains & Automobiles, (1987)
- On Fire, (1987)
- Platvoet en zijn vriendjes, (1988)
- Silent Assassins, (1988)
- She's Having a Baby, (1988)
- The Willies, (1990)
- Home Alone, (1990)
- The Entertainers, (1991)
- Night of the Warrior, (1991)
- Unbecoming Age, (1992)
- Dennis the Menace, (1993)
- At Home with the Webbers, (1993)
- Search and Rescue, (1994)
- Naked Gun 33⅓: The Final Insult, (1994)
- The Color of Evening, (1994)
- Things to Do in Denver When You're Dead, (1995)
- Just Your Luck (video), (1996)
- Menno's Mind, (1997)
- Chairman of the Board, (1998)
- Art House, (1998)
- Inferno, (1999)
- Forces of Nature, (1999)
- Stanley's Gig, (2000)
- Down 'n Dirty, (2001)
- A Crack in the Floor, (2001)
- Boycott, (2001)
- Cahoots, (2001)
- Comedy Central Thanxgiveaway: Turkey vs. Pilgrims, (2002)

- Fireside Theatre, (1950-1951)
- The Silver Theatre, (1950)
- The Stu Erwin Show, (1951)
- Lux Video Theatre, (1952)
- The Philco Television Playhouse, (1954)
- Screen Directors Playhouse, (1955-1956)
- Highway Patrol, (1955)
- Studio 57, (1955)
- Robert Montgomery Presents, (1955)
- Cheyenne, (1956-1959)
- The Man Called X, (1956)
- Crusader, (1956)
- Big Town, (1956)
- Science Fiction Theatre, (1956)
- Alfred Hitchcock Presents, (1956)
- Sheriff of Cochise, (1956)
- Gunsmoke, (1957-1974)
- Zane Grey Theater, (1957-1961)
- Bachelor Father, (1957-1959)
- Code 3, (1957)
- State Trooper, (1957)
- Whirlybirds, (1957)
- Richard Diamond, Private Detective, (1957)
- Panic!, (1957)
- Telephone Time, (1957)
- I Love Lucy, (1957)
- Have Gun - Will Travel, (1958-1960)
- The Texan, (1958-1960)
- M Squad, (1958-1959)
- Lawman, (1958)
- Flight, (1958)
- Sugarfoot, (1958)
- Man with a Camera, (1958)
- Colgate Theatre, (1958)
- Sea Hunt, (1958)
- The Walter Winchell File, (1958)
- Make Room for Daddy, (1958)
- Trackdown, (1958)
- Colt .45, (1958)
- Perry Mason, (1959-1966)
- The Untouchables, (1959-1963)
- The Twilight Zone, (1959-1963)
- Law of the Plainsman, (1959)
- Westinghouse Desilu Playhouse, (1959)
- Johnny Ringo, (1959)
- Markham, (1959)
- Tombstone Territory, (1959)
- Black Saddle, (1959)
- Bat Masterson, (1959)
- The David Niven Show, (1959)
- Leave It to Beaver, (1959)
- General Electric Theater, (1959)
- Tales of Wells Fargo, (1959)
- Wagon Train, (1959)
- The Rifleman, (1959)
- Lassie, (1960-1962)
- Michael Shayne, (1960-1961)
- The Andy Griffith Show, (1960-1961)
- Coronado 9, (1960)
- Rescue 8, (1960)
- My Three Sons, (1961-1962)
- Follow the Sun, (1961)
- Maverick, (1961)
- Outlaws, (1961)
- Mister Ed, (1961)
- Rawhide, (1961)
- Ben Casey, (1962)
- 87th Precinct, (1962)
- The Fugitive, (1963-1967)
- Burke's Law, (1963)
- The Dakotas, (1963)
- Death Valley Days, (1964)
- Kraft Suspense Theatre, (1964)
- The Virginian, (1964)
- The Big Valley, (1965)
- The F.B.I., (1966-1971)
- Get Smart, (1967)
- The Wild Wild West, (1967)
- The Guns of Will Sonnett, (1967)
- The Invaders, (1967)
- Laredo, (1967)
- My World and Welcome to It, (1969)
- Mannix, (1969)
- Mayberry R.F.D., (1970)
- Here Come the Brides, (1970)
- Cannon, (1971-1974)
- Dan August, (1971)
- Barnaby Jones, (1973)
- The Waltons, (1974 en 1981)
- The Rookies, (1975)
- Lou Grant, (1977)
- Struck by Lightning, (1979)
- The Dukes of Hazzard, (1981)
- Eight Is Enough, (1981)
- The Jeffersons, (1982)
- Dallas, (1982)
- Hart to Hart, (1983)
- Voyagers!, (1983)
- The Optimist, (1983)
- Who's the Boss?, (1984-1987)
- ABC Weekend Specials, (1984)
- E/R, (1984)
- Falcon Crest, (1984)
- Silver Spoons, (1985)
- Too Close for Comfort, (1985)
- Growing Pains, (1986-1991)
- Highway to Heaven, (1986-1987)
- Punky Brewster, (1987)
- Roxie, (1987)
- Just the Ten of Us, (1988-1990)
- Married... with Children, (1988)
- Moonlighting, (1989)
- Star Trek: The Next Generation, (1990)
- Knots Landing, (1991)
- Full House, (1991)
- Quantum Leap, (1991)
- Uncle Buck, (1991)
- The Golden Girls, (1992)
- Against the Grain, (1993)
- The John Larroquette Show, (1993)
- Fallen Angels, (1993)
- Seinfeld, (1993)
- Lois & Clark: The New Adventures of Superman, (1994)
- The Jeff Foxworthy Show, (1995)
- Live Shot, (1995)
- High Sierra Search and Rescue, (1995)
- Living Single, (1995)
- Pig Sty, (1995)
- The Mommies, (1995)
- Cybill, (1996)
- The Louie Show, (1996)
- The Naked Truth, (1997)
- The Drew Carey Show, (1997)
- Grace Under Fire, (1997)
- Suddenly Susan, (1997)
- Mad About You, (1998)
- The Michael Richards Show, (2000)
- The West Wing, (2001)
- Just Shoot Me!, (2001)
- So Little Time, (2002)
- Monk, (2003)
- Everwood, (2004)
- The King of Queens, (2004)
- My Name Is Earl, (2006)